# Empar Torreblanca Tamarit
Empar Torreblanca Tamarit (València, 27 de febrer de 1962) és una biòloga i catedràtica valenciana. Els seus treballs més importants es basen en els efectes dels metalls pesants tòxics en éssers vius i en l'estudi de la metal·lotioneïna com biomarcador d'estrès ambiental.

## Trajectòria
Quan era doctora, a l'octubre de 1989 es va traslladar a Toronto per iniciar una estada post-doctoral en el departament de recerca bioquímica de l'Hospital per a nens, Hospital for Sick Children de la Universitat de Toronto, en l'equip del Dr. Bibudhendra Sarkar. Allí va aplicar els seus coneixements sobre els metalls pesants per estudiar la interacció entre el metabolisme del cadmi i el zinc, utilitzant els trofoblasts de placenta humana com a objecte d'estudi i va treballar en un departament expert en proteïnes. Allí va tenir oportunitat de treballar en proteòmica, i tot investigant sobre la metabolització dels metalls va parar especial atenció a la metalotioneïna, proteïna clau en el metabolisme de metalls. Torreblanca pretenia utilitzar-la com a biomarcador en invertebrats en recerques anteriors, però aquesta proteïna tenia com a inconvenient la dificultat per ser quantificada i això limitava el seu ús. Durant aquest període va tenir oportunitat d'utilitzar un mètode efectiu de quantificació de la metalotioneïna, que més tard va modificar i es va poder usar en invertebrats.
Paral·lelament i amb motiu d'estudis anteriors en Artèmia, va treballar amb el Dr. Francisco Amat de l'Institut d'aqüicultura de Torre de la Sal (CSIC), expert en el gènere Artemia per documentar el metabolisme i toxicitat dels metalls, entre els anys 1995 i 1997. En finalitzar l'estudi, Torreblanca va iniciar una nova línia de recerca en ecofisiologia i ecotoxicologia.
Posteriorment, l'any 2006, va tenir l'oportunitat de continuar amb la ecofisiologia comparada d'animals aquàtics, iniciada amb els estudis en Artèmia, amb l'objectiu de la caracterització proteòmica de tres poblacions del musclo Bathymodiolus azoricus, una de les espècies més representatives de les fumaroles hidrotermales.
L'últim projecte dins d'aquesta línia de recerca va tenir com a objectiu la caracterització ecofisiològica de les poblacions de musclo zebra (Dreissena polymorpha) a Espanya amb l'objectiu d'analitzar l'espècie per poder controlar-la ja que es tracta d'una espècie invasora, estudi que va finalitzar el 2011.
Des de 2011 ostenta el títol de catedràtica, que exerceix a la Universitat de València.

### Actualitat
Avui dia Amparo Torreblanca treballa com a catedràtica a la Universitat de València, al departament de biologia funcional i antropologia física, compaginant recerca i docència. En recerca està immersa en un projecte per sintetitzar insecticides sostenibles a base de nanopartícules.
En l'àmbit de la docència imparteix classes a les següents especialitats universitàries:
- Grau de Biologia[10]
- Grau de Ciències Ambientals[11]
- Grau d'infermeria[12]
- Màster Universitari de Contaminació, Toxicologia i Sanitat Ambiental[13]
- Màster Universitari d'Aqüicultura[14]

## Direcció de tesis doctorals
Ha dirigit 5 tesis de màster i codirigit dues tesis doctorals, una sobre els musclos Bathymodiolus azoricus i una altra sobre nanopartícules metàl·liques.

## Associacions
Amparo Torreblanca pertany a la Societat Espanyola de Proteòmica des de la seva creació i va ser presidenta del 9è Congrés Ibèric i 6è Iberoamericà de Contaminació i Toxicologia Ambiental el 2013.

## Publicacions
Emparo Torreblanca és coautora de més de 40 articles científics i té una mitjana de més de 946 cites.
Aquestes són algunes de les seves publicacions més destacades:
1. Small, T., Ochoa-Zapater, M.A., Gallello, G, Ribera,R. Romero, F.M., Torreblanca, A. Garcerá, M.A.: 2016. Gold-nanoparticles ingestion disrupts reproduction and development in the German cockroach. Science of The Total Environment.[18]
2. Solé, M., Varó, I., González-Mira, A., Torreblanca, A. 2015. Xenobiotic metabolism modulation after long-term temperature acclimation in juvenils of Solea senegalensis Marine Biology, 162 (2), pàg. 401-412.[19]
3. Navarro,A; Sánchez-Fontela, J; Xai, D: Faria, M; Peña, JB: Saavedra, C; Blázquez, M; Ruiz, O; Ureña, R; Torreblanca, A; Barata, C; Pinya, B. 2013. Genetic and phenotypic differentiation of zebra mussel populations colonizing Spanish river basins. Ecotoxicology. volum: 22 Nombre: 5 Pàgines, inicial: 915 final: 928 Nombre d'autors: 12 posició.[20]
4. Company, R.; Antúnez, O.; Bebianno, M.J.; Cajaraville, M.;Torreblanca, A. 2011. 2-D difference gel electrophoresis approach to assess protein expression profiles in Bathymodiolus azoricus from Mid-Atlantic Ridge hydrothermal vents. Journal of Proteomics. Volum: 74, Pàgines, inicial: 2909 final: 2919.[21]
5. Sarabia R.; Va encallar l.; Amat F.; Pastor A.; Del Ram J.J.; Diaz-Mayans J.; Torreblanca A 2006. Comparative toxicokinetics of cadmium in Artemia. Archives of Environmental Contamination and Toxicology Volum: 50 Nombre:1 Pàgines, inicial: 111 final 120.[22]